# Dacus mochii
Dacus mochii är en tvåvingeart som beskrevs av Mario Bezzi 1917. Dacus mochii ingår i släktet Dacus och familjen borrflugor.
Artens utbredningsområde är Eritrea. Inga underarter finns listade i Catalogue of Life.